# 샤익 오피어

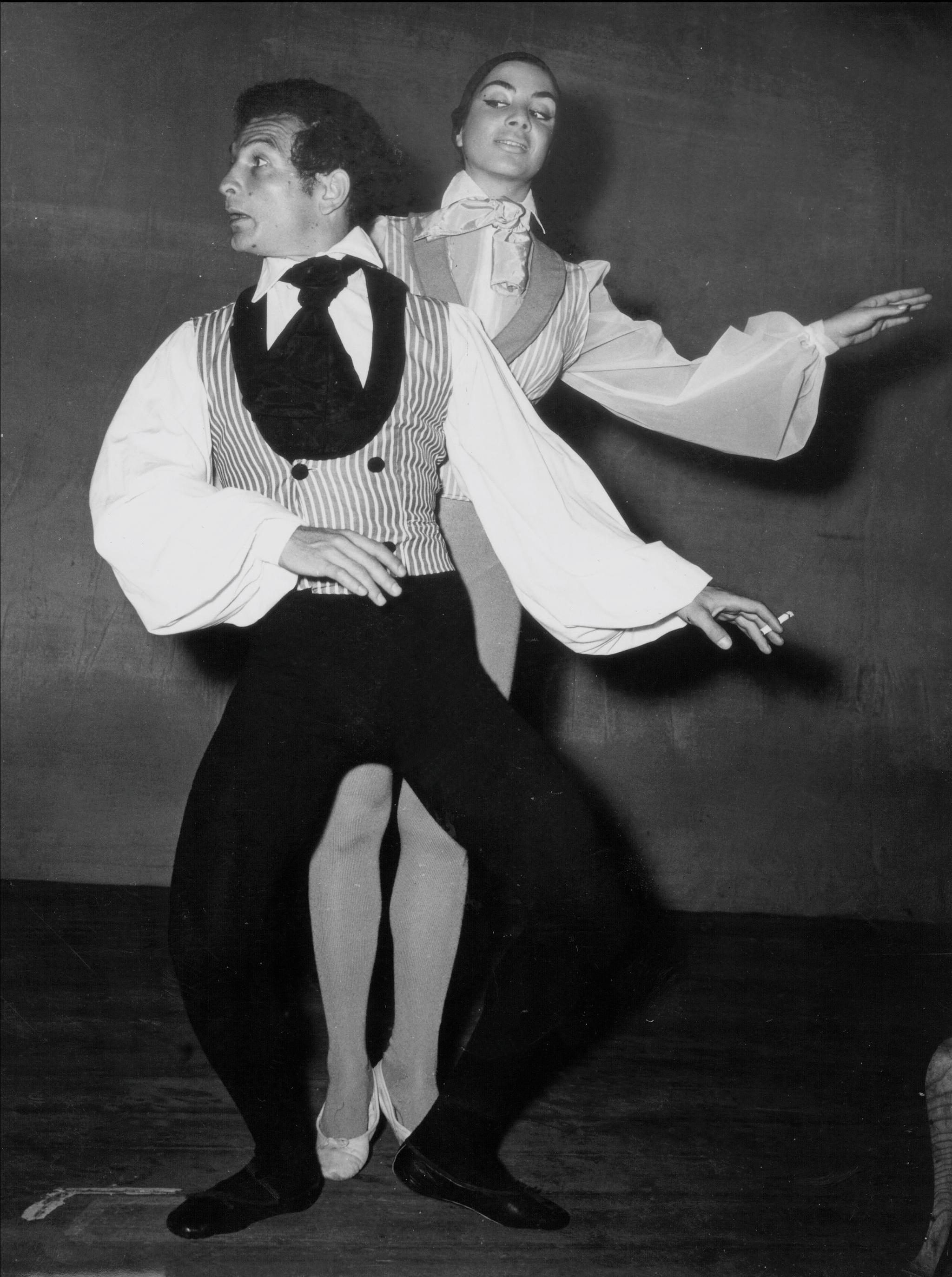

샤익 오피어(Shaike Ophir, 1929년 11월 4일 ~ 1987년 8월 17일)는 이스라엘의 배우, 각본가, 영화 감독, 텔레비전 배우이다.
예루살렘에서 태어났으며 텔아비브에서 사망하였다. 사인은 폐암이다.

## 영화
- 델타 포스 (1986년)
- 킹 솔로몬 (1985년) - 카삼 역
- 경찰관 (1970년)
- 빅 딕 (1970년)
- 엘도라도 (1963년)
- 제5열 (1960년)